# Platyzosteria latissima
Platyzosteria latissima är en kackerlacksart som beskrevs av M. Josephine Mackerras 1967. Platyzosteria latissima ingår i släktet Platyzosteria och familjen storkackerlackor. Inga underarter finns listade i Catalogue of Life.